# Tricia Tuttle
Pour les articles homonymes, voir Tuttle.
Tricia Tuttle, née en 1970 en Caroline du Nord, est une directrice de festival de cinéma américaine. 
Elle dirige le Festival du film de Londres de 2018 à 2022 et le Festival international du film de Berlin depuis 2024.

## Biographie

### Origines, formation et famille
Tricia Tuttle naît en 1970 en Caroline du Nord.  
Elle joue comme guitariste dans le groupe de rock indépendant June, actif dans les années 1990.   
Elle obtient une licence en littérature, radio, télévision et cinéma à l'université de Caroline du Nord à Chapel Hill. En 1997, elle quitte la Caroline du Nord et déménage au Royaume-Uni. Elle y obtient une maîtrise en études cinématographiques, proposée conjointement par le British Film Institute et la Birkbeck, Université de Londres. Elle y écrit sa thèse sur Todd Haynes et son long métrage Poison (1991). Elle travaille également comme journaliste et productrice,.  
Tricia Tuttle vit en alternance à Londres et à Berlin. Avec sa compagne Briony Hanson, responsable du département cinéma au British Council,  elle est la mère de jumeaux nés à la fin des années 2000. En 2019, Tuttle et Hanson obtiennent la première place dans la liste 2019 des « Pride Power Couples » du quotidien britannique The Independent, devant Dustin Lance Black et Tom Daley.  

### Parcours professionnel

#### Ascension au poste de directrice du Festival du film de Londres (2008-2023)
À partir de 2008, Tricia Tuttle travaille pour la British Academy of Film and Television Arts pendant cinq ans. En 2011, elle y est nommée responsable du programme cinéma. Dans ce rôle, elle travaille pour le BFI London Lesbian and Gay Film Festival (maintenant BFI Flare ) et est productrice d'événements à The Script Factory à Londres. En 2013, elle est promue au poste de directrice adjointe des festivals au BFI. Elle occupe ce poste jusqu'en 2017.  
En 2018, Tricia Tuttle prend la relève de Clare Stewart au poste de directrice du Festival du film de Londres. Jusqu'en 2022, elle dirige cinq éditions du Festival du film de Londres, et en profite pour le réorganiser. Au cours de son mandat, qui a coïncidé avec la pandémie de COVID-19, le plus grand festival de cinéma du Royaume-Uni s'enrichit de nouvelles sections, dédiées aux séries (LFF Series), aux films immersifs et aux films en réalité virtuelle (LFF Expanded).  Tricia Tuttle propose un programme élargi destiné au public de l’industrie du cinéma. Dans le même temps, elle renforce les relations publiques du festival et y attire davantage de spectateurs en élargissant l'accès numérique via la plateforme de streaming BFI Player.  
Sous sa direction, des contributions cinématographiques sont présentées lors d'événements partenaires à travers le Royaume-Uni en même temps que se déroule le Festival du film de Londres. Certaines de ces représentations sont gratuites. Sa stratégie quinquennale entraîne une augmentation de 76 % du nombre de visiteurs par rapport à 2019, selon les chiffres officiels du BFI.  
En 2022, elle est nommée dans la liste annuelle des 500 personnalités économiques influentes qui façonnent l'industrie mondiale des médias du magazine américain Variety  (« Variety 500 »). Après sa démission début octobre 2022,  Tricia Tuttle reste directrice du festival jusqu'au printemps 2023. 

#### Directrice de la Berlinale (à partir de 2024)

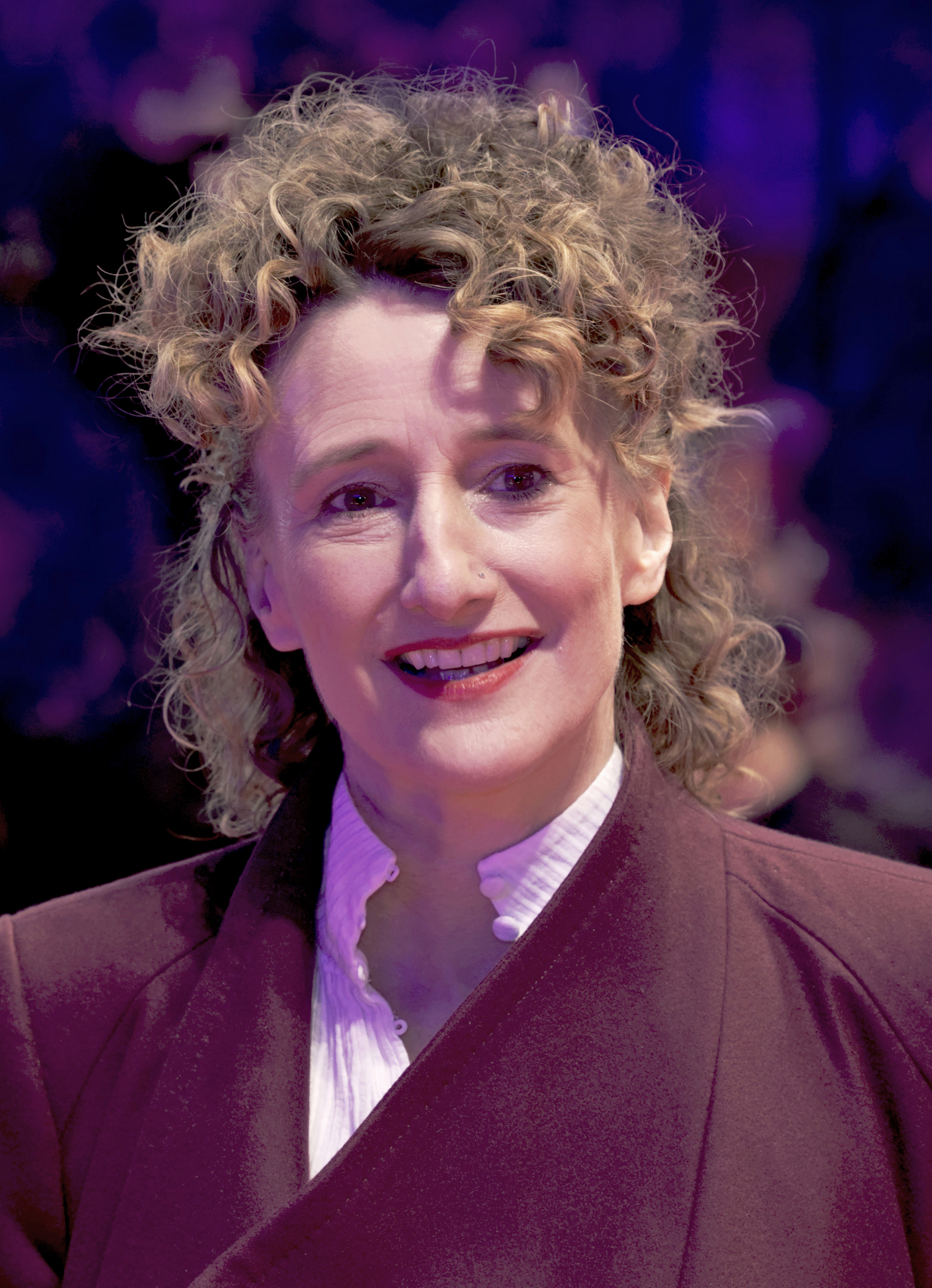
Tricia Tuttle en 2024.

Claudia Roth, déléguée du gouvernement fédéral pour la Culture et les Médias, annonce le 12 décembre 2023 que Tricia Tuttle reprendra la direction artistique de la Berlinale à partir d'avril 2024. Elle succède ainsi à Carlo Chatrian et Mariette Rissenbeek. 
Avant de prendre ses fonctions à la Berlinale, Tricia Tuttle dirige le département de réalisation de longs métrages à la British National Film and Television School (NFTS). Fin août/début septembre 2023, elle est membre du jury de la section Orizzonti du Festival international du film de Venise,  qui décerne son prix principal au film hongrois L'Affaire Abel Trem de Gábor Reisz. 
Pour la 75e édition de la Berlinale, la première dirigée par Tricia Tuttle, c'est l'Américain Todd Haynes qui est sélectionné comme président du jury du concours principal. Tricia Tuttle admire le travail du réalisateur gay et a notamment écrit sa thèse de maîtrise sur lui. 